# Warren Low
Pour les articles homonymes, voir Low.
Warren Low — né le 12 août 1905 à Pittsburgh (Pennsylvanie), mort le 27 juillet 1989 à Los Angeles (quartier de Woodland Hills, Californie) — est un monteur américain, membre fondateur de l'ACE.

## Biographie
Warren Low débute comme assistant-monteur sur deux films sortis respectivement en 1934 et 1935, le second étant Le Songe d'une nuit d'été de William Dieterle et Max Reinhardt.
Ses trois premiers films comme monteur à part entière sortent en 1936, dont The White Angel (avec Kay Francis et Ian Hunter) du même William Dieterle, qu'il retrouvera à plusieurs reprises par la suite. Le dernier est Willard (avec Bruce Davison et Elsa Lanchester) de Daniel Mann, sorti en 1971.
Entretemps — au sein de la Warner Bros. jusqu'en 1944, puis de la Paramount Pictures —, citons La Vie d'Émile Zola de William Dieterle (1937, avec Paul Muni et Gale Sondergaard), La Lettre de William Wyler (1940, avec Bette Davis et Herbert Marshall), La Femme à l'écharpe pailletée de Robert Siodmak (1950, avec Barbara Stanwyck et Wendell Corey), La Rose tatouée de Daniel Mann (1955, avec Anna Magnani et Burt Lancaster) et Cent Dollars pour un shérif d'Henry Hathaway (1969, avec John Wayne et Kim Darby).
Durant sa carrière, il obtient quatre nominations à l'Oscar du meilleur montage (sans en gagner), dont deux pour La Lettre et La Rose tatouée précités.
Warren Low est l'un des membres fondateurs, en 1950, de l'American Cinema Editors (ACE).

## Filmographie partielle

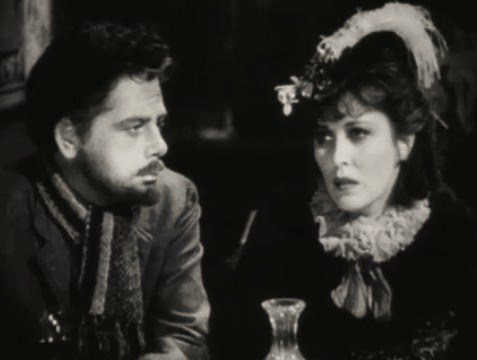
La Vie d'Émile Zola (1937) :
Paul Muni et Erin O'Brien-Moore

(comme monteur, sauf mention contraire)
- 1935 : Le Songe d'une nuit d'été (A Midsummer Night's Dream) de William Dieterle et Max Reinhardt (assistant monteur)
- 1936 : L'Ange blanc (The White Angel) de William Dieterle
- 1936 : L'Île de la furie (Isle of Fury) de Frank McDonald
- 1936 : Satan Met a Lady de William Dieterle
- 1937 : Le Grand Garrick (The Great Garrick) de James Whale
- 1937 : La Vie d'Émile Zola (The Life of Emile Zola) de William Dieterle
- 1938 : Nuits de bal (The Sisters) d'Anatole Litvak
- 1938 : L'Insoumise (Jezebel) de William Wyler
- 1938 : Le Mystérieux Docteur Clitterhouse (The Amazing Dr. Clitterhouse) d'Anatole Litvak
- 1939 : Jeunesse triomphante (Dust Be My Destiny) de Lewis Seiler
- 1939 : Juarez de William Dieterle
- 1940 : La Lettre (The Letter) de William Wyler
- 1940 : Une dépêche Reuter (A Dispatch from Reuter's) de William Dieterle
- 1940 : L'Étrangère (All This, and Heaven Too) d'Anatole Litvak
- 1940 : La Balle magique du Docteur Ehrlich (Dr. Ehrlich's Magic Bullet) de William Dieterle
- 1941 : One Foot in Heaven d'Irving Rapper
- 1941 : Out of the Fog d'Anatole Litvak
- 1941 : Shining Victory d'Irving Rapper
- 1942 : Les Folles Héritières (The Gay Sisters) d'Irving Rapper
- 1942 : Une femme cherche son destin (Now, Voyager) d'Irving Rapper
- 1943 : La Petite Exilée (Princess O'Rourke) de Norman Krasna
- 1947 : La Furie du désert (Desert Fury) de Lewis Allen
- 1947 : L'Heure du crime (Johnny O'Clock) de Robert Rossen
- 1948 : Raccrochez, c'est une erreur ! (Sorry, Wrong Number) d'Anatole Litvak
- 1949 : La Corde de sable (Rope of Sand) de William Dieterle
- 1949 : Les Mirages de la peur (The Accused) de William Dieterle
- 1950 : La Rue de traverse (Paid in Full) de William Dieterle
- 1950 : La Femme à l'écharpe pailletée (The File of Thelma Jordan) de Robert Siodmak
- 1950 : Les Amants de Capri (September Affair) de William Dieterle
- 1950 : La Main qui venge (Dark City) de William Dieterle
- 1951 : Bon sang ne peut mentir (That's My Boy) d'Hal Walker
- 1951 : Pékin Express (Peking Express) de William Dieterle
- 1952 : Parachutiste malgré lui (Jumping Jack) de Norman Taurog
- 1952 : La Polka des marins (Sailor Beware) d'Hal Walker
- 1952 : Reviens petite Sheba (Come Back Little Sheba) de Daniel Mann
- 1952 : Le Cabotin et son compère (The Stooge) de Norman Taurog
- 1953 : Fais-moi peur (Scared Stiff) de George Marshall
- 1953 : Un galop du diable (Money from Home) de George Marshall
- 1954 : Le clown est roi (3 Ring Circus) de Joseph Pevney
- 1954 : Romance sans lendemain (About Mrs. Leslie) de Daniel Mann
- 1955 : La Rose tatouée (The Rose Tattoo) de Daniel Mann
- 1955 : Artistes et Modèles (Artists and Models) de Frank Tashlin
- 1956 : La Mauvaise Graine (The Bad Seed) de Mervyn LeRoy
- 1956 : Le Faiseur de pluie (The Rainmaker) de Joseph Anthony
- 1957 : Car sauvage est le vent (Wild is the Wind) de George Cukor
- 1957 : Règlements de comptes à O.K. Corral (Gunfight at the O.K. Corral) de John Sturges
- 1958 : Vague de chaleur (Hot Spell) de Daniel Mann et George Cukor
- 1958 : Bagarres au King Créole (King Creole) de Michael Curtiz
- 1958 : En lettres de feu (Career) de Joseph Anthony
- 1959 : Le Dernier Train de Gun Hill (Last Train from Gun Hill) de John Sturges

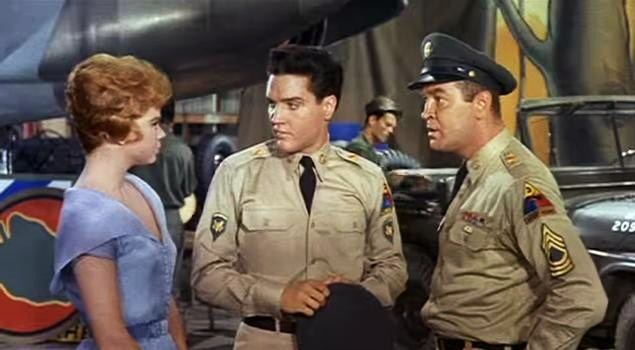
Café Europa en uniforme (1960) : Juliet Prowse, Elvis Presley et Arch Johnson (de g. à d.)

- 1960 : Mince de planète (Visit to a Small Planet) de Norman Taurog
- 1960 : Café Europa en uniforme (G.I. Blues) de Norman Taurog
- 1961 : Il a suffi d'une nuit (All in a Night's Work) de Joseph Anthony
- 1961 : Sous le ciel bleu de Hawaï (Blue Hawaii) de Norman Taurog
- 1961 : Été et Fumées (Summer and Smoke) de Peter Glenville
- 1962 : Des filles... encore des filles (Girls! Girls! Girls!) de Norman Taurog
- 1962 : Citoyen de nulle part (A Girl Named Tamiko) de John Sturges
- 1963 : L'Idole d'Acapulco (Fun in Acapulco) de Richard Thorpe
- 1963 : Le Divan de l'infidélité (Wives and Lovers) de John Rich
- 1964 : L'Homme à tout faire (Roustabout) de John Rich
- 1965 : Les Quatre Fils de Katie Elder (The Sons of Katie Elder) d'Henry Hathaway
- 1966 : Paradis hawaïen (Paradise Hawaiian Style) de Michael D. Moore
- 1967 : L'Or des pistoleros (Waterhole No. 3) de William A. Graham
- 1968 : Cinq Cartes à abattre (5 Card Stud) d'Henry Hathaway
- 1968 : Will Penny, le solitaire (Will Penny) de Tom Gries
- 1969 : Krakatoa à l'est de Java (Krakatoa: East of Java) de Bernard L. Kowalski
- 1969 : Cent Dollars pour un shérif (True Grit) d'Henry Hathaway
- 1971 : Willard de Daniel Mann

## Distinctions (sélection)
- Quatre nominations à l'Oscar du meilleur montage :
  - En 1941, pour La Lettre ;
  - En 1953, pour Reviens petite Sheba ;
  - En 1956, pour La Rose tatouée ;
  - Et en 1958, pour Règlements de comptes à O.K. Corral.